# شيراتوري نيزابورو
شيراتوري نيزابورو (باليابانية: 白鳥 任三郎، بالروماجي: Shiratori Ninzaburō) وهو شخصية في مانغا وأنمي المحقق كونان من تأليف غوشو أوياما. كما يُعرف أيضًا باسم "نيكولاس سانتوس" في دبلجة فنميشن والنسخة الإنجليزية من المانغا. كما أنه صديق المعلمة سوميكو كوباياشي.

## خلفية
كان ظهور شيراتوري حين كان يعمل كعضو في قوة شرطة ميغوري في الفيلم الأول. حيث في بداية ظهور شيراتوري كان في دورين في الفيلم، قبل أن يصبح مفتشًا كامل الأهلية عندما تم تقديمه في المانغا بعد شهر من ظهوره الثاني في الفيلم.
عندما كان طفلاً، درس شيراتوري بجد ليصبح يومًا ما محاميًا، حتى أنه حفظ بعض القوانين عن ظهر قلب. ففي أحد الأيام، شهد فتاة صغيرة تواجه سارقين يحاولان سرقة كتاب من محل لبيع الكتب. عندهت قام السارقان بدفع الفتاة إلى الأرض بسبب احتجاجها، وعلى وشك إيذائها تقدم شيراتوري لتلاوة الأحكام الواردة في القانون الياباني لمعاقبة السرقة. أثار هذا الأمر قلق السارقين إلى حد ما ولفت انتباه صاحب المتجر والعملاء الآخرين، مما دفع الجناة إلى الفرار بسرعة. ولشكره على مساعدتها، اشترت له الفتاة مشروبًا وصنعت نمطًا بتلات ساكورا من غلاف القش، قائلة إن الساكورا كانت رمز الشجاعة للشرطة اليابانية وذلك بسبب الشكل المميز لشارة الشرطة اليابانية. ولقد تصرف شيراتوري بشجاعة مثلهم تمامًا. وبسبب هذه الحادثة قرر شيراتوري أن يصبح شرطيًا وليس محاميًا، وبدأ أيضًا في اعتبار الفتاة هي حب طفولته.
انضم شيراتوري لاحقًا إلى قسم شرطة مدينة طوكيو وعمل جنبًا إلى جنب مع المفتش ميغوري، وغالبًا ما كان يعمل كضابط إضافي، على الرغم من أنه أصبح فيما بعد مفتشًا خاصًا. ولكن عندما انضمت ميواكو ساتو إلى القسم، اعتقد شيراتوري أنه وجد حب طفولته مرة أخرى، ونتيجة لذلك، اعتبر هو وزميله الأصغر تاكاجي بعضهما البعض منافسين على مشاعر ساتو. غالبًا ما حاول شيراتوري التباهي أمام تاكاجي من خلال سؤال ساتو عن الموعد، لكنها كانت ترفضه دائمًا، الأمر الذي أثار استياءه كثيرًا. ومع ذلك، فقد تعرّف بعد حين على سوميكو كوباياشي، وهي مدرسة في مدرسة تيتان الابتدائية حيث يدرس كونان، جنبًا إلى جنب مع المحققين الصغار، والذي اكتشف أخيرًا أن كليهما يحب الآخر.

## شخصيته
شيراتوري ينحدر من عائلة ثرية. وبسبب ذلك يتصرف بغرور أكثر بكثير عند منافسته السابق لمشاعر ميواكو ساتو، وواتارو تاكاجي. هواياته المفضلة تشمل دراسة الهندسة المعمارية، والطبخ، وجمع النبيذ، بما في ذلك المفضلة لديه "رومان كونتي". يميل شيراتوري إلى الأداء بشكل جيد في الحالات التي يواجه فيها موضوعات ذات صلة بأذواق الطبقة العليا. حيث يكتشف بسهولة فبمجرد أن لمح إليه كونان، عند نقص التماثل في الإنشاءات المعمارية المتعلقة بحالة ما كتقديمه في الفيلم الأول، كونان عامله كمشتبه به واتهمه كوغورو موري بأنه المفجر بسبب معرفته بناطحات السحاب والمباني.
فبصفته ضابط شرطة، فإن شيراتوري متوسط إلى حد ما، على قدم المساواة مع ساتو أو ميغوري. شيراتوري، مثل ساتو وتاكاجي، يعتقد أن كونان لديه الكثير من الذكاء لصبي في مثل عمره، ولكن على عكس تاكاجي وساتو، فهو عادة لا يميل كثيرًا إلى الاهتمام برأي كونان. غالبًا ما يشعر أن كونان يعيق الطريق، على الرغم من أن كونان يثبت عكس ذلك دائمًا. ومع ذلك، فهو على عكس كوفورو، فإنه ينتبه ويشك في شيء ما إذا أشار كونان إلى شيء مثير للاهتمام. في ظهوره الأولي في المانغا، كان شيراتوري مغرورًا بشكل لا يصدق عندما كان ينافس من أجل محبة ساتو، ولكنه أصبح أكثر تواضعًا مع صديقته سوميكو عندما أصبحت بجانبه.
في السعي وراء الحب، يتمتع شيراتوري بعقل راجح وهو على استعداد لاستخدام سلطات الشرطة لتحقيق رغبته. حتى أنه أصبح قائدًا لمجموعة شرطة سرية قامت بحماية ميواكو ساتو من محبة ضباط الشرطة الآخرين كمثل تاكاجي. حيث ركز شيراتوري اهتمامه على ساتو لأنه كان يعتقد أنها كانت فتاة الطفولة التي غيرت حياته تمامًا في لقاءها صدفة في محل لبيع الكتب. ولكن تم سحق شيراتوري عندما اختارت ساتو تاكاجي في النهاية، ومع ذلك فإنه لا يمكنه التخلي عن مشاعره تجاهها. ةلكن اكتشف لاحقًا أن سوميكو كوباياشي هي الفتاة الحقيقية التي من ذكريات طفولته. بمجرد أن بدأ بإدراك الأمر، تذوب عقدة ساتو لدى شيراتوري ويطور عاطفته تجاه سوميكو والتي سرعان ما تتحول إلى حب متبادل. ساعد لقاء سوميكو أيضًا في علاج غطرسته إلى حد كبير. حيث حاول شيراتوري أكثر من مرة استخدام ثروته للحصول على ميزة على تاكاجي وعلى ساتو في الماضي، ولكن الآن بعد أن أصبح مع كوباياشي، يفعل ذلك فقط ليجعلها سعيدة. لقد أصبح أكثر ودية بشكل ملحوظ تجاه كونان وشرطة طوكيو والمحققين الصغار ذلك مع مرور الوقت.

## أصل اسمه
- اسمه يأتي من "نينزابورو" فوروهاتا، وهو محقق شرطة خيالي من دراما تحمل نفس الاسم، وكيسوكي "شيراتوري"، وهي شخصية ابتكرها تاكيرو كايدو كمحلل طبي يحل حالات الموتى بعد إخفاقات مهنية.

## وصلات خارجية
عالم المحقق كونان